# The Blueprint
The Blueprint – szósty solowy album Jaya-Z, który został wydany 11 września 2001 roku przez wytwórnię Roc-A-Fella Records. Za sferę muzyczną odpowiadali tacy producenci jak Kanye West, Timbaland czy Just Blaze. Sfera tekstowa skupia się głównie wokół tematyki gangstersko-mafijnej. Wśród fanów płyta przyjęła się dobrze i uważana jest za najlepszy po Reasonable Doubt album Jay-Z. Na płycie jest 13 utworów. Single to: Izzo (H.O.V.A), Girls Girls Girls, Jigga That Nigga, Song Cry.
W 2003 album został sklasyfikowany na 464. miejscu listy 500 albumów wszech czasów magazynu Rolling Stone, a w 2012 w poprawionej liście na miejscu 252.

## Lista utworów
1. The Ruler's Back
2. Takeover
3. Izzo (H.O.V.A.)
4. Girls, Girls, Girls
5. Jigga that Nigga"
6. U Don't Know
7. Hola' Hovito
8. Heart of the City (Ain't No Love)
9. Never Change
10. Song Cry
11. All I Need
12. Renegade (feat. Eminem)
13. Blueprint (Momma Loves Me)